# Communauté de communes du Haut Pays Marchois
Die Communauté de communes du Haut Pays Marchois ist ein ehemaliger französischer Gemeindeverband mit der Rechtsform einer Communauté de communes im Département Creuse in der Region Nouvelle-Aquitaine. Sie wurde am 19. November 2001 gegründet und umfasste 13 Gemeinden. Der Verwaltungssitz befand sich im Ort Crocq.

## Historische Entwicklung
Mit Wirkung vom 1. Januar 2017 fusionierte der Gemeindeverband mit  
- Communauté de communes Auzances Bellegarde sowie
- Communauté de communes de Chénérailles

und bildete so die Nachfolgeorganisation Communauté de communes Chénérailles, Auzances/Bellegarde et Haut Pays Marchois.

## Ehemalige Mitgliedsgemeinden
1. Basville
2. Crocq
3. Flayat
4. La Mazière-aux-Bons-Hommes
5. Mérinchal
6. Pontcharraud
7. Saint-Agnant-près-Crocq
8. Saint-Bard
9. Saint-Georges-Nigremont
10. Saint-Maurice-près-Crocq
11. Saint-Oradoux-près-Crocq
12. Saint-Pardoux-d’Arnet
13. La Villeneuve